# Liste von Persönlichkeiten aus St. Moritz
Diese Liste enthält in St. Moritz geborene Persönlichkeiten und solche, die in St. Moritz ihren Wirkungskreis hatten, ohne dort geboren zu sein. Die Liste erhebt keinen Anspruch auf Vollständigkeit.

## Persönlichkeiten
(alphabetisch)

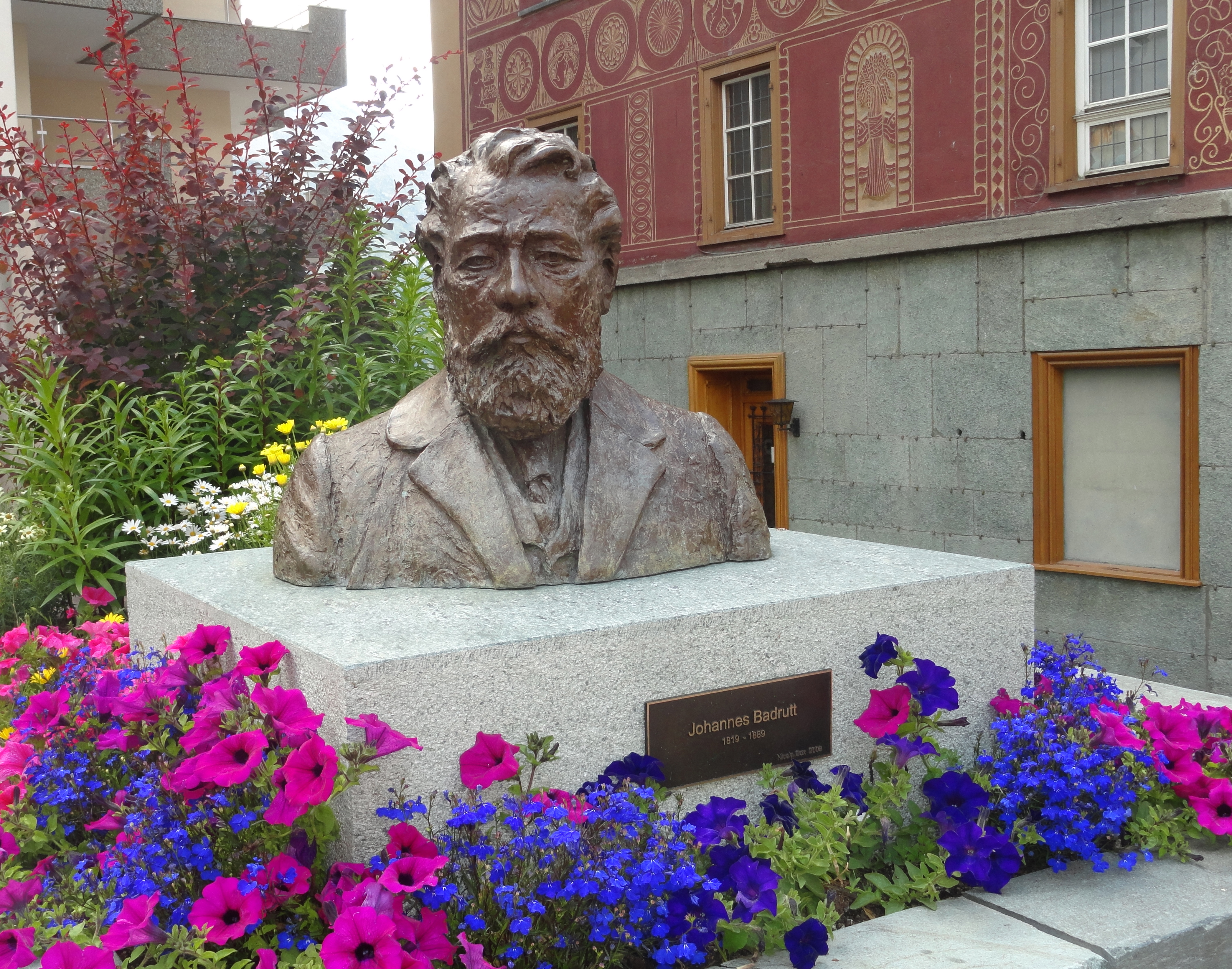
Büste von Johannes Badrutt in St. Moritz

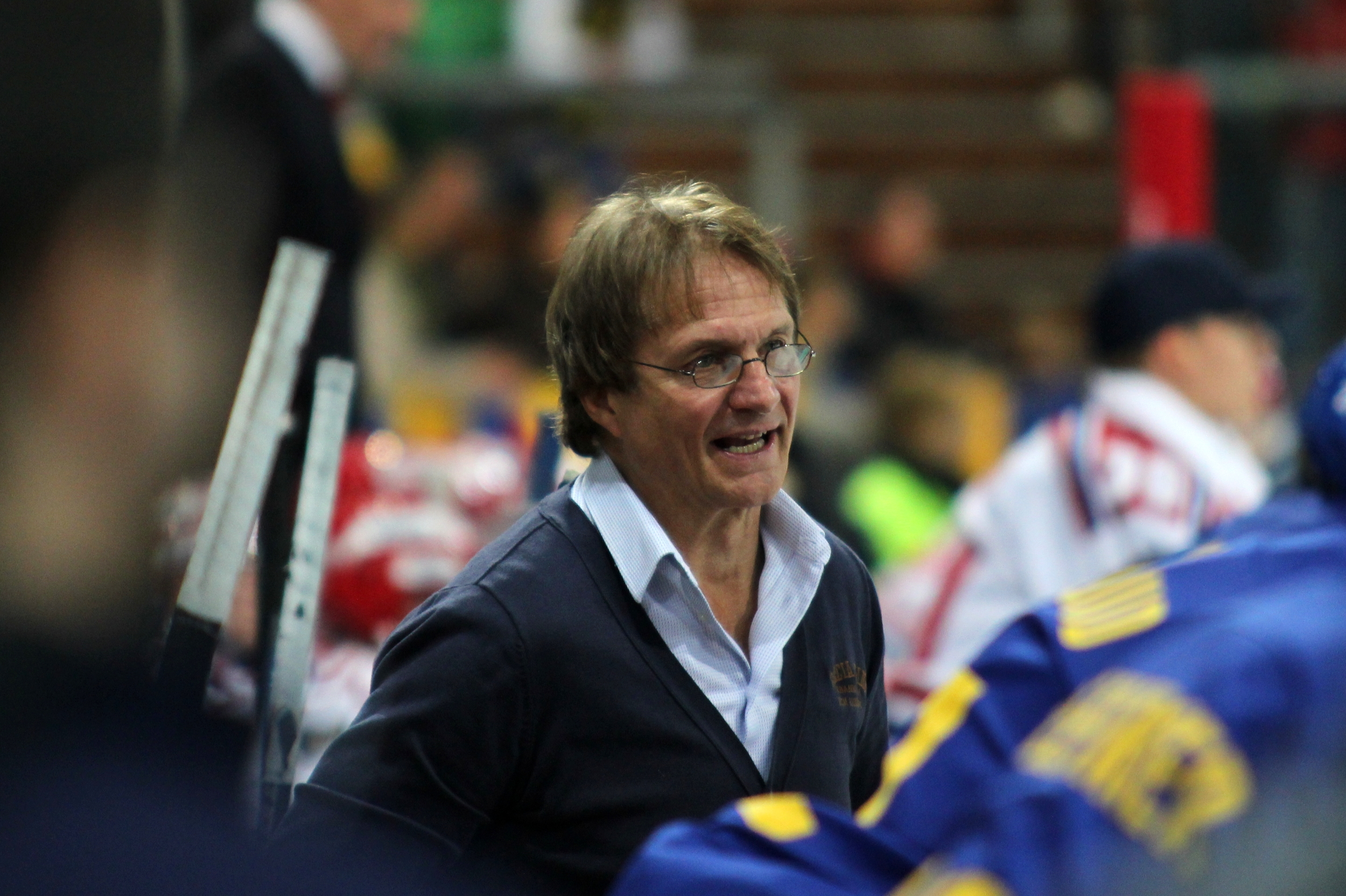
Arno Del Curto (2015)

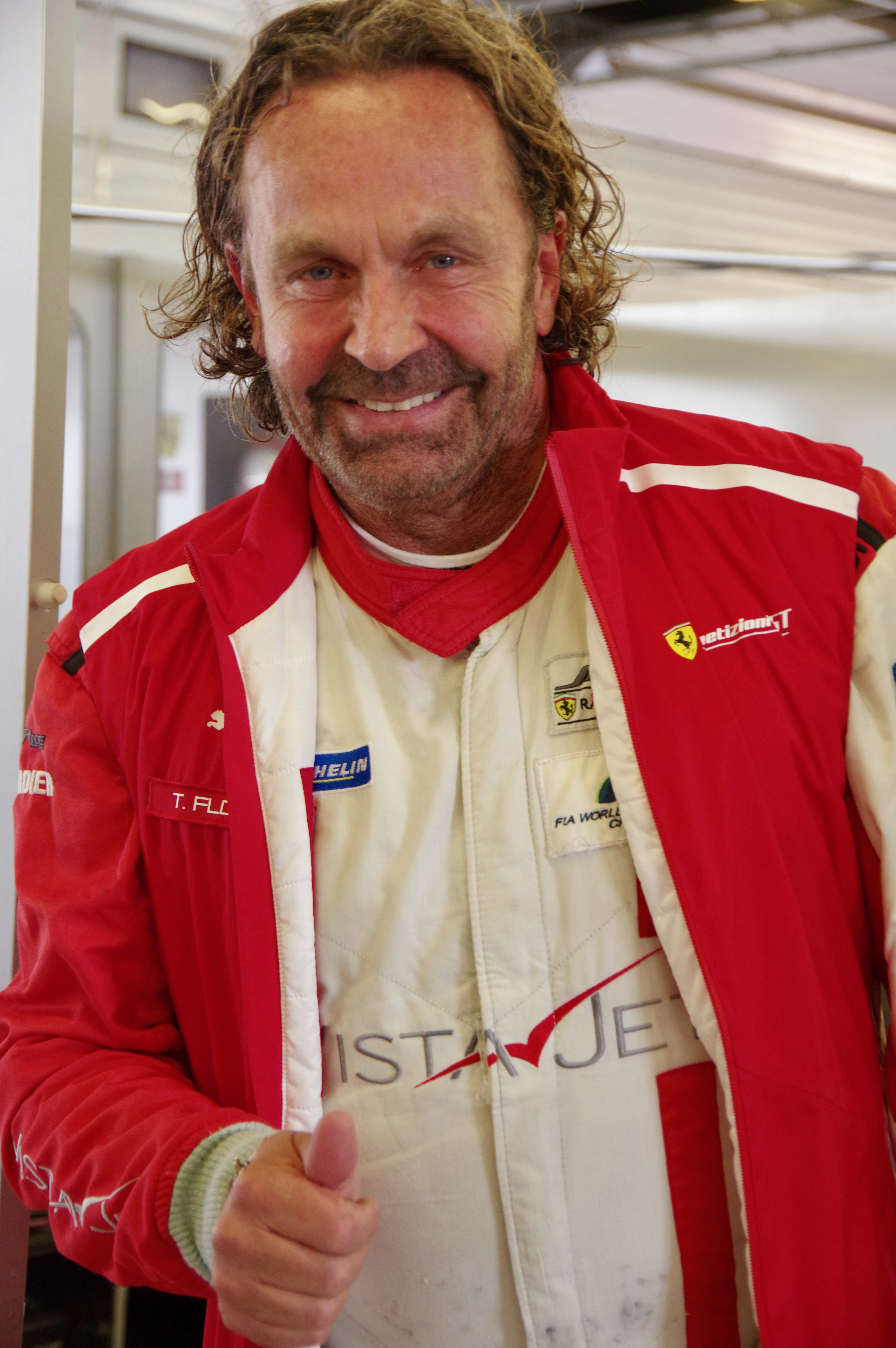
Thomas Flohr (2019 in Silverstone)

- Johannes Badrutt (1819–1889), Hotelier
- Peter Robert Berry (1864–1942), Arzt und Maler
- Marc Berthod (* 1983), Skirennfahrer
- Arno Del Curto (* 1956), ehemaliger Eishockeyspieler, Eishockeytrainer
- Hans Peter Danuser (* 1947), langjähriger Kurdirektor und Vermarkter von St. Moritz
- Thomas Flohr (* 1960), Unternehmer und Autorennfahrer
- Conradin Flugi (1787–1874), Dichter der Romantik
- Nicolaus Hartmann (1880–1956), Architekt
- Pablo Horváth (* 1962), Architekt
- Gian Franco Kasper (1944–2021), Sportfunktionär, Präsident der Fédération Internationale de Ski (FIS)
- Franco Matossi (1919–2012), Meisterknecht, Geschäftsführer, Politiker der Schweizerischen Volkspartei (SVP), Thurgauer Grossrat, Staatsrat, Nationalrat und Ständerat
- Anny Meisser-Vonzun (1910–1990), Malerin, Zeichnerin und Lithographin
- Andrey Melnichenko (* 1972), russischer Oligarch und einer von rund 100 Pauschalbesteuerten in St. Moritz[1]
- Stavros Niarchos (1909–1996), Reeder, Mäzen und Unternehmer in Sankt Moritz
- Gunther Sachs (1932–2011), Industrieller, Bobfahrer und Kunstförderer
- Berni Schödler (* 1971), Skisprung-Trainer
- Giovanni Testa (1903–1996), Skilehrer, Rennläufer, Diplom an den Olympischen Winterspielen in St. Moritz, Bündner Grossrat
- Konrad Toenz (1939–2015), Radiojournalist und Fernsehmoderator
- Laetitia Zappa (* 1974), Erotik- und Pornodarstellerin